# Tom Storm
Tom Storm (* 18. März 1965 in Borlänge) ist ein schwedischer Poolbillardspieler. 
Seinen ersten größeren Titel errang er 1983 bei der Europameisterschaft der Junioren in der Disziplin 14 und 1 endlos. 1986 schaffte er es dann zum ersten Mal ins Finale der Herren-Pool-EM im 8-Ball. Ein Jahr später wurde er schließlich erstmals Europameister der Herren; diesmal im 9-Ball. Ein weiteres Jahr später konnte er seinen Titel in dieser Disziplin erfolgreich verteidigen. Es folgten noch zwei weitere EM Siege im 8-Ball (1990) und 14 und 1 endlos (1999) sowie zahlreiche weitere vordere Platzierungen.
Zudem wurde er 2013 im 9-Ball Europameister der Senioren und Vizeeuropameister im 8-Ball.
Sein bislang wohl größter Karriereerfolg ist jedoch der zweite Platz bei der 9-Ball WM 1996, die in seiner Heimatstadt Borlänge stattfand. Im Finale unterlag er jedoch dem Deutschen Ralf Souquet. 1994 hatte er es schon mal ins Halbfinale der WM geschafft.
Auch bei der Euro-Tour hat Storm fünf Turniersiege sowie drei weitere Finaleinzüge erreicht.
Außerdem vertrat er Europa in den Jahren 1994 und 1995 beim Mosconi Cup.
Sein Spitzname in der Billardszene ist Hurricane. Er verwendet Queues der Firma Bear.

## Titel
- 1987 Pool-Europameisterschaft 9-Ball
- 1988 Pool-Europameisterschaft 9-Ball
- 1990 Pool-Europameisterschaft 8-Ball
- 1994 Euro Tour Dänisch Open
- 1995 Eurotour Französisch Open
- 1995 Mosconi-Cup
- 1996 Euro Tour Deutschland Open
- 1999 Pool-Europameisterschaft
- 2003 Euro Tour Belgien Open
- 2003 Euro Tour Deutschland Open